# Rizokarpaso
Rizokarpaso (in greco Ριζοκάρπασο?; in turco Dipkarpaz) è una cittadina di Cipro con una popolazione di 2 349 abitanti nel 2011. Rientra de jure nel distretto di Famagosta della Repubblica di Cipro, da cui fu staccato nel 1974, anno della spartizione dell'isola, ma appartiene de facto al distretto di İskele della Repubblica turca di Cipro del Nord. Rizokarpaso è uno dei centri più importanti della penisola del Karpas.
Nel 2011 il comune aveva 2 349 abitanti.

## Geografia fisica

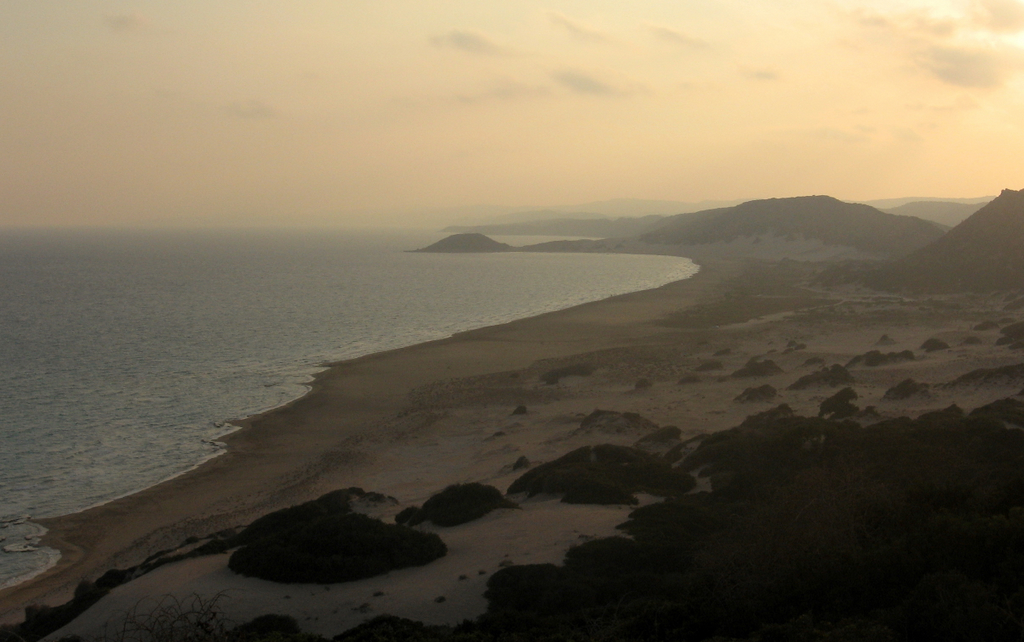
La Spiaggia d'Oro al tramonto

Il comune si trova nella penisola del Karpas, che è l'area più selvaggia e più incontaminata dell'isola. Il capoluogo comunale si trova a 2 km dalla costa settentrionale, e a pochi chilometri da quella meridionale. 
Il territorio comprende il Parco nazionale del Karpas, esteso sulla parte più orientale della penisola; esso comprende alcune tra le più belle spiagge di Cipro e ospita l'asino del Karpas.

## Storia

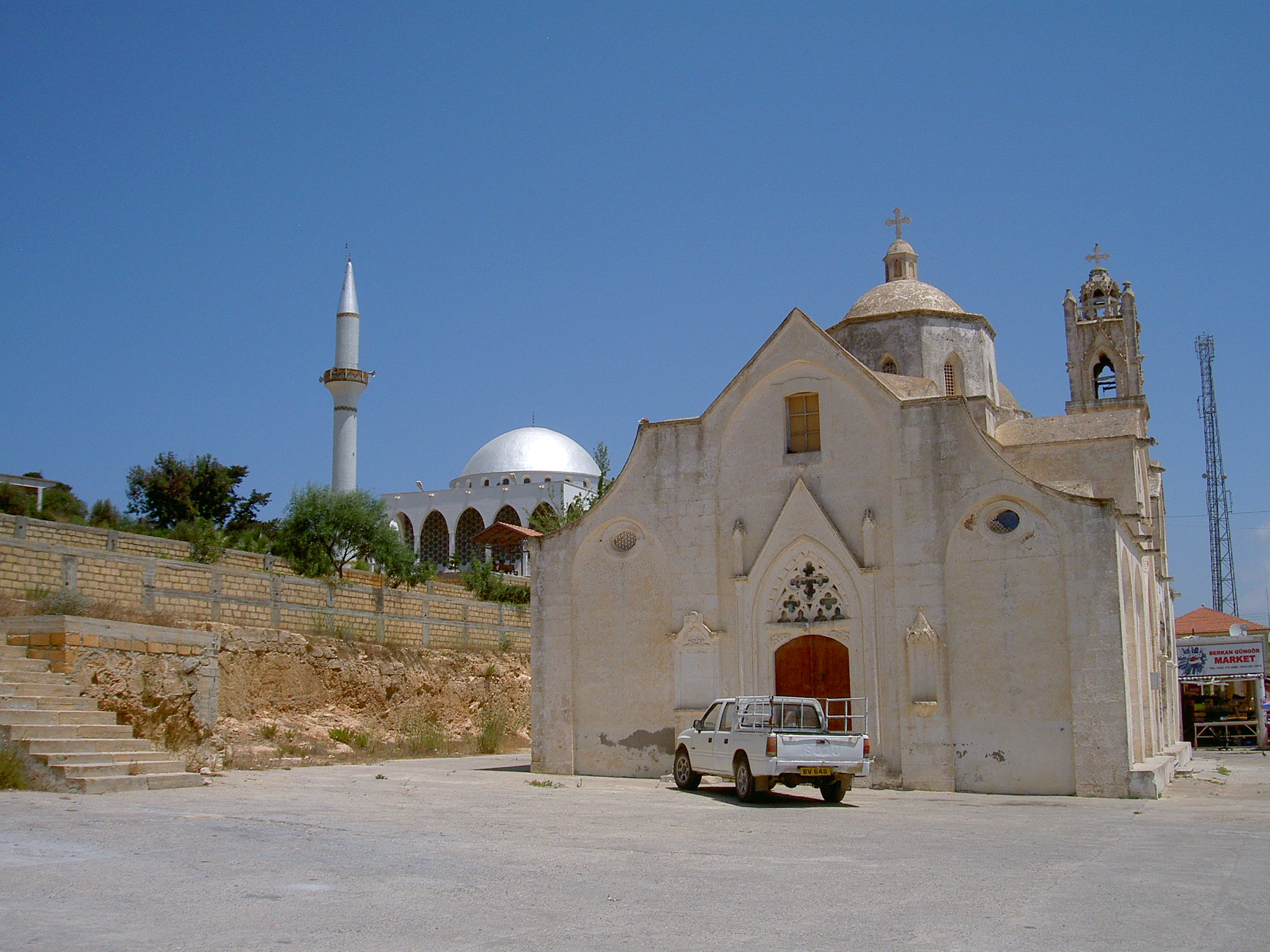
Chiesa ortodossa di San Sinesio e moschea a Dipkarpaz (Rizokarpaso)

La zona di Rizokarpaso contiene alcuni dei luoghi abitati più antichi dell'isola. Questi includono le antiche città di Carpasia e Aphendrika. Durante il Regno di Cipro, la prima era la sede di una delle più grandi baronie dei Lusignano.
Nel 1222 la dinastia dei Lusignano che governava Cipro insieme alla nobiltà latina decise che i tradizionali vescovati greco-ciprioti nei centri urbani sarebbero stati aboliti. Carpasia fu uno dei soli quattro vescovati greci dell'isola a cui fu permesso di continuare a funzionare (insieme a Solea, Arsinoe e Lefkara), e in pratica inglobò il vescovato di Famagosta, poiché il vescovo di Famagosta fu inviato a Rizokarpaso e continuò il suo lavoro a Hayios Synesios, la principale chiesa ortodossa della regione. Questa disposizione fu formalizzata dalla Bulla Cypria, una bolla papale emessa da Papa Alessandro IV nel 1260. Nonostante l'assegnazione ufficiale del vescovato a Carpasia, ormai la città aveva perso l'importanza che aveva nel periodo tardo antico e si ritiene "probabile" che dal 1260 i vescovi non risiedessero realmente a Carpasia ma continuassero ad operare da Famagosta. Secondo Stefano Lusignan, la città di Rizokarpaso divenne parte del feudo della famiglia de Nores, fino a quando Giacomo II di Cipro revocò i diritti di Gauthier de Nores a causa del suo appoggio alla regina Carlotta, avversaria di Giacomo.

## Monumenti e luoghi d'Interesse

### Siti archeologici
Rizokarpaso occupa in parte il sito dell'antica città di Carpasia sulla costa occidentale, secondo la leggenda fondata dal re Pigmalione di Tiro. Nel sito, sono importanti le rovine della Chiesa di Ayios Philon, che si trova a 500 metri di distanza dalla spiaggia a cui ha dato il nome.

### Architetture religiose
La città ospita due chiese: San Sinesio e la chiesa della Santissima Trinità. Entrambe sono esempi del tipico stile ibrido cipriota, che combina caratteristiche dello stile tardogotico introdotto dai Lusignano con lo stile tardo bizantino della tradizione ortodossa. Sono due delle poche chiese cristiane attive nella parte nord di Cipro e si dice che le funzioni siano state interrotte dalla polizia turco-cipriota.

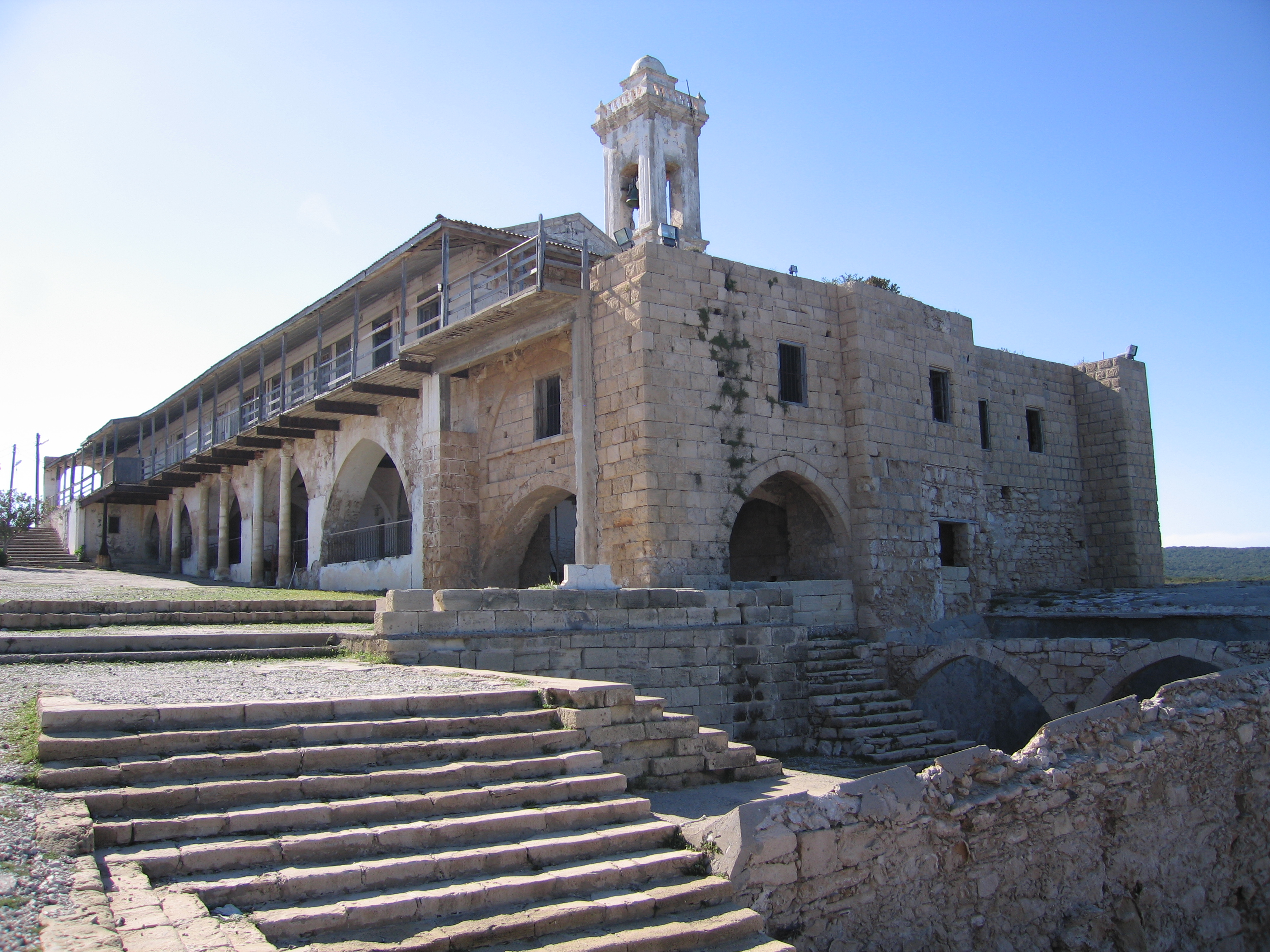
Il monastero dell'Apostolo Andrea

A 5 km dal Capo dell'Apostolo Andrea si trova il monastero omonimo, fondato nel XVIII secolo, che è il più importante di Cipro e meta di pellegrinaggi dal sud. Esso è stato restaurato negli anni 2010 utilizzando fondi dell'Unione Europea.

### Aree Naturali
Due chilometri a nord della città di Rizokarpaso si trova la Spiaggia di Ayfilon, amministrata dal comune come spiaggia pubblica. La spiaggia è un luogo di riproduzione per le tartarughe marine Caretta caretta e come tale è al centro dell'attenzione degli ambientalisti. È anche indicata nelle guide turistiche come un "posto per guardare i tramonti".  Ospita un festival annuale in agosto dedicato alle tartarughe marine con concerti, rilascio di piccoli di tartaruga, pulizia della spiaggia e altre attività di consapevolezza ambientale.
Venti chilometri ad est del villaggio, lungo la strada che collega Rizokarpaso con il Capo dell'Apostolo Andrea  (l'estremità orientale dell'isola), si trova la Golden Beach, una spiaggia incontaminata lunga 4 km, e il Monastero dell'Apostolo Andrea. Oltre la Golden Beach inizia la zona del Parco Nazionale, che è frequentato da asini selvaggi, ed è stato recintato per evitare che questi sconfinino.

## Cultura

### Scuole
L'istruzione nella città comprende una scuola primaria turca, una scuola primaria greca e la Scuola Secondaria Recep Tayyip Erdogan.

## Società

### Evoluzione demografica
Prima del 1974 la città era abitata prevalentemente da greco-ciprioti. Durante l'invasione turca di Cipro iniziata il 20 luglio 1974, la penisola fu isolata dalle truppe turche e ciò impedì agli abitanti greco-ciprioti della città di fuggire verso sud. Di conseguenza, con 250 abitanti greco-ciprioti, Rizokarpaso è sede della più grande popolazione greca del nord. Tra il 1974 e il 1985, tuttavia, circa 2500 greco-ciprioti lasciarono il villaggio. Sebbene la popolazione greco-cipriota sia ora principalmente anziana e stia diminuendo di numero, viene ancora rifornita dall'ONU e i prodotti greco-ciprioti sono di conseguenza disponibili in alcuni posti. Nel 1977 vennero portati coloni turchi da diverse aree della Turchia, tra cui Kars, Muş, Diyarbakır e Ağrı nella regione dell'Anatolia Orientale, Mersin e Adana nella regione del Mar Mediterraneo e Akkuş, Çarşamba, Akçaabat, Sürmene, Araklı e Trabzon nella regione del Mar Nero. Nel XXI secolo anche alcuni turco-ciprioti ed europei hanno acquistato proprietà nel villaggio e ora sono suoi residenti.

## Economia
L'economia si basa principalmente su agricoltura, allevamento, pesca e un po' di turismo.

### Agricoltura
Fino al XX secolo, la cultura della seta era il principale commercio degli abitanti. La seta grezza veniva filata sul posto e tessuta in tessuti. Dopo il declino della bachicoltura, molti agricoltori sono passati alla coltivazione del tabacco di tipo orientale. Furono costruiti dei capannoni speciali per essiccare le foglie di tabacco. In pochi anni, il villaggio divenne il centro della coltivazione del tabacco cipriota e rimase tale fino al 1974. Oggi, il tabacco viene coltivato in quantità relativamente piccole per l'esportazione in Turchia. La coltivazione intensiva di ortaggi è predominante e i cereali sono coltivati nell'area circostante sul suolo rosso-bruno del Karpas (terra rossa) e sulla terra fusca, che è molto fertile. Si raccolgono anche i frutti del carrubo. 

### Turismo
Dal 2000, la città ha abbracciato il concetto di ecoturismo e ha trasformato alcune vecchie case del villaggio in pensioni in stile tradizionale. La zona è priva di impianti industriali.

## Amministrazione
La città è un comune turco-cipriota, il cui attuale sindaco è Suphi Coşkun del Partito Turco Repubblicano. Coşkun è stato eletto alla carica nel 2014, ottenendo oltre il 50% dei voti e battendo il suo predecessore, Mehmet Demirci del Partito di Unità Nazionale.

### Gemellaggi
Rizokarpaso è gemellata con:
- Ankara, dal 1986[16]
- Pendik, Istanbul, dal 1986[17]
- Yasamal, dal 2005[18]
- Ardeşen, Rize[19]
- Tatvan, Bitlis[20]

## Sport

### Calcio
Il club sportivo turco-cipriota Dipkarpaz è stato fondato nel 1978; la sua squadra di calcio nel 2015 ha giocato nella seconda Divisione della Federazione calcistica di Cipro del Nord (CTFA) K-PET.